# ملعب رويال غرينز
رويال غرينز ملعب غولف، مع 18 حفرة مزروعة بالكامل، يقع في النادي الريفي بمدينة الملك عبد الله الاقتصادية.

## الموقع
يقع نادي الغولف رويال غرينز في قلب حي المروج أحد أهم وأرقى مناطق مدينة الملك عبد الله الاقتصادية، بإطلالة مباشرة على شواطئ البحر الأحمر على الساحل الغربي للمملكة العربية السعودية وعلى بعد 100 كيلومتر شمال مدينة جدة، والتي تمتد على مساحة 181 كيلومتر مربع.

## أكاديمية الغولف
يوفر ملعب الغولف والنادي الريفي فرصًا للاعبي الغولف المبتدئين للحصول على التدريب والمشاركة من خلال أكاديمية مجهزة بالكامل لتعليم رياضة الغولف، بما في ذلك مساحات تدريب واسعة، ومسار لقيادة المركبات مع غرف للتدرب على ضرب الكرة، ومجمعات تخزين ومكاتب إدارية. وتتضمن الأكاديمية أيضًا نماذج تدريبية عبر الإنترنت يمكن للأعضاء الوصول إليها من أي مكان في العالم باستخدام الموقع الإلكتروني.

## وصلات خارجية
- الموقع الرسمي